# Hologrammes (South Park)
#Hologrammes (#HappyHolograms en VO) est le dixième et dernier épisode de la dix-huitième saison de la série télévisée d'animation américaine South Park et le 257e épisode de la série globale. Il a été diffusé pour la première fois sur Comedy Central aux États-Unis le 10 décembre 2014.
Il est la conclusion d'un arc narratif composé de deux épisodes qui a débuté avec #RT. Il fait de multiples références à des épisodes antérieurs de la saison en cours, ainsi qu'aux saisons précédentes.
Comme son prédécesseur, l'épisode traite de nombreux sujets liés à Internet, comme les célébrités de YouTube, la popularité des let's play et les tendances Twitter manquant de pertinence, ainsi que l'usage d'hologrammes de personnalités et l'écart entre les générations qui ne se comprennent plus. Il parle aussi d'évènements récents comme la mort d'Eric Garner et de Michael Brown, ou encore les allégations d'agression sexuelle contre Bill Cosby.

## Résumé
Kyle se désole toujours de voir la génération de son frère cadet Ike accorder autant d'importance aux let's play sur YouTube et aux tendances Twitter. Mais jusqu'à présent, tous les enfants à qui il a fait cette remarque l'ont traité de "papy" dépassé par ce qui l'entoure.
Kyle publie un message sur Twitter avec le hashtag #savethelivingroom (#sauvezlesalon) pour inviter les familles à se réunir de nouveau dans leur salon pour partager des moments ensemble. Peu de temps après, Bill Cosby en personne vient le voir chez lui pour lui annoncer que son message a inspiré l'organisation d'une émission spéciale pour les fêtes de fin d'année, qui rassemblera toutes les familles du pays devant leur télévision. Kyle est enthousiaste, mais quand Bill Cosby s'en va, ce dernier s'avère être un hologramme...
Randy et sa femme Sharon se rendent à la police pour leur signaler que l'ex-producteur de Randy a créé un hologramme de la chanteuse Lorde, l'alter-ego féminin de Randy. Les agents et l'inspecteur Yates sont bien entendu sceptiques. Un policier se présente pour annoncer qu'il a repéré lors d'une patrouille une personne noire suspecte, qu'il a tenté d'abattre et de plaquer au sol comme cela arrive souvent. Mais aucune de ces deux techniques n'a marché, car l'individu s'est avéré être un hologramme. Plus précisément celui de Michael Jackson, qui ne tarde pas à entrer sous la garde d'un autre agent. Randy et Sharon entament la discussion avec lui, tandis que Yates et ses hommes débattent sur la couleur de peau du prévenu, qu'ils n'arrivent pas à déterminer.
L'émission spéciale qui se prépare mettra en scène plusieurs célébrités et des hologrammes de personnalités décédées pour toutes les tranches d'âge, et sera commentée par Cartman via sa chaîne YouTube "CartmanVanne". L'évènement a été imaginé par l'ex-producteur de Randy et Cartman qui ont récemment joints leurs forces. Les associés de l'homme d'affaires expriment leur inquiétude quant à la place qu'occupe Cartman dans le projet, d'autant que le garçon continue d'apparaitre un peu partout dans l'air avec sa fenêtre de commentaire vidéo, se montrant de plus en plus agaçant. Le producteur rappelle que l'émission spéciale a pour but de rassembler aussi bien l'ancienne génération que la nouvelle, au sein de laquelle Cartman est très populaire. L'homme d'affaires trouve sa présence et son importance parfaitement justifiées.
En voyant une bande-annonce pour l'émission spéciale, Kyle entre dans une colère noire, constatant que son idée a été complètement dénaturée par les organisateurs, Cartman en tête. Stan, lui, voit Lorde parmi les participants de l'émission, et ne comprend pas pourquoi Randy continue de chanter après ce qui s'est passé la dernière fois, ignorant qu'il a vu un hologramme de Lorde.
Au commissariat du comté de Park, Randy, Sharon et l'hologramme de Michael Jackson parlent de l'émission spéciale et décident de s'unir pour l'arrêter. Quand l'hologramme de Tupac Shakur arrive pour attraper "Jackson", ce dernier et les Marsh profitent de ce que la police tente d'abattre le nouvel arrivant pour s'enfuir.
Kyle et Stan vont voir le producteur de l'émission spéciale au restaurant italien pour lui demander des explications. L'homme d'affaires en profite pour les prendre en otage, et en informe Randy quand ce dernier revient chez lui. Le père de Stan ne tarde pas à être rejoint par l'hologramme de Tupac, lui-même poursuivi par la police.
Au restaurant italien, le producteur explique à Kyle et Stan qu'il est grand-père et qu'un jour, il a demandé à son petit-fils qui était sa célébrité préféré, ce à quoi il a répondu PewDiePie. L'homme d'affaires a été frustré d'apprendre que son petit-fils vénérait une personnalité d'Internet qu'il trouve insignifiante, et sa frustration n'a fait qu'empirer quand son petit-fils n'a pas montré d'intérêt pour les autres célébrités que son grand-père a essayé de lui présenter. Le vrai plan du producteur avec son émission spéciale n'est pas de réunir la culture de l'ancienne génération et de la nouvelle, mais de faire en sorte que la jeune soit absorbée par la précédente. Stan est tellement sidéré qu'il traite l'homme d'affaires de "papy", ce qui l'énerve encore plus.
Pendant ce temps, la diffusion de l'émission spéciale suit son cours, et elle ne contente pas vraiment les spectateurs. Mais même si le hashtag #ihatecartmanbrah (#jedétestecartmanvanne) monte de plus en plus dans les tendances Twitter, il en va de même pour la puissance numérique de Cartman. Sa fenêtre de commentaire vidéo continue de se répandre. Le producteur demande de la désactiver, n'ayant pas besoin de ça maintenant, mais ses associés chargés de la diffusion de l'émission n'y arrivent pas.
Cartman est désormais sur les écrans du monde entier. Ivre de puissance, il annonce qu'il va bientôt atteindre la "trans-tendance", devenir "trans-dangendre" et enfin avoir les toilettes privées auxquelles il n'a jamais renoncé. 
C'est alors que les hologrammes de Michael Jackson et Tupac arrivent au restaurant italien. "Tupac" n'a jamais eu l'intention de tuer "Jackson", et voulait au contraire l'aider à éliminer le producteur, que "Jackson" "chasse" depuis qu'il s'est libéré de la machine qui le générait. "Jackson" atteint son but en tirant une balle dans la tête de l'homme d'affaires.
Kyle, réalisant que le monde entier peut désormais le voir grâce au chaos engendré par Cartman, s'adresse à Ike. Il s'excuse de son comportement de "papy", acceptant désormais que son petit frère ait des centres d'intérêt différents et expliquant qu'il a agi ainsi parce qu'il voulait reformer une vraie famille. Ike et ses amis sont touchés par cette intervention, et décident d'appeler quelqu'un qui sera en mesure de régler les problèmes engendrés par Cartman avec le hashtag #webelieveinyou (#nouscroyonsentoi, #nouscroyonsenlui en VF), qui se propage dans le monde entier. Kyle brise même le quatrième mur en demandant aux spectateurs de la série de participer. En réponse au hashtag, PewDiePie en personne apparait dans une fenêtre de commentaire vidéo, et sa puissance est telle qu'il fait disparaître celle de Cartman, mettant un terme à la chaîne CartmanVanne et à son contrôle sur le monde par la même occasion  
Durant l'épilogue, Kyle informe Stan qu'il a réussi à faire en sorte que sa famille à se réunisse à nouveau le salon tous les soirs pendant une heure. Son meilleur ami est toujours confus au sujet des événements qui viennent de se dérouler et de leur avenir. Kyle n'est pas inquiet, et dit son opinion sur les vedettes de YouTube et d'Internet en général a changé. Il apprécie notamment qu'elles se soient inventées elles-mêmes, et ne sont pas des produits marketing que des entreprises cherchent à imposer. 
L'épisode se termine sur PewDiePie dans sa fenêtre de commentaire, qui remercie South Park d'avoir participé à sa vidéo.